# Consiglio regionale del Limosino
Il Consiglio regionale del Limosino (in francese Conseil régional du Limousin) è stata l'assemblea deliberativa della regione francese del Limosino fino al 31 dicembre 2015, in seguito all'incorporazione della regione all'Aquitania e al Poitou-Charentes per formare la nuova regione Nuova Aquitania
Era composto da 43 consiglieri regionali e presieduto fino alla sua soppressione dal socialista Gérard Vandenbroucke. Aveva sede a Limoges, al 27 boulevard de la Corderie.
Il Consiglio regionale del Limosino è stato il solo in Francia, insieme a quello del Nord-Passo di Calais, ad essere stato costantemente dominato dalla sinistra, e l'unico ad aver avuto solo presidenti socialisti.
A causa della legge relativa alla delimitazione delle regioni, alle elezioni regionali e dipartimentali e alla modifica del calendario elettorale, il Limosino elegge i suoi consiglieri regionali all'interno del Consiglio regionale della Nuova Aquitania.

## Storia
La legge del 19 luglio 1985 definisce le modalità per l'elezione dei consiglieri generali, il cui numero deve corrispondere al doppio del numero totale dei parlamentari della regione, a cui si aggiunge un seggio per evitare possibili blocchi. Questa regola prevedeva di dare 29 seggi al consiglio regionale del Limosino, ma la pressione di Louis Longequeue e Jean-Claude Cassaing permette al Limosino di ottenere una deroga, con 41 seggi (43 dal 1991).

## Hôtel de région
L'attuale edificio è stato costruito tra il 1986 e il 1988, su progetto dell'architetto Christian Langlois.

## Distribuzione dei seggi
Il consiglio regionale era composto da 43 membri (42 nel 2010-2015), così distribuiti:
- 15 consiglieri per la Corrèze;
- 7 consiglieri per la Creuse;
- 21 consiglieri (20 nel 2010-2015) per l'Alta Vienne.